# Jennifer Haley
Jennifer Haley is een Amerikaanse toneelschrijfster en tv-scenariste.

## Biografie
Jennifer Haley werd geboren in Texas en studeerde aan de Universiteit van Texas in Austin en de Brown-universiteit. Aan die laatste universiteit behaalde ze in 2005 een master in "creatief schrijven".

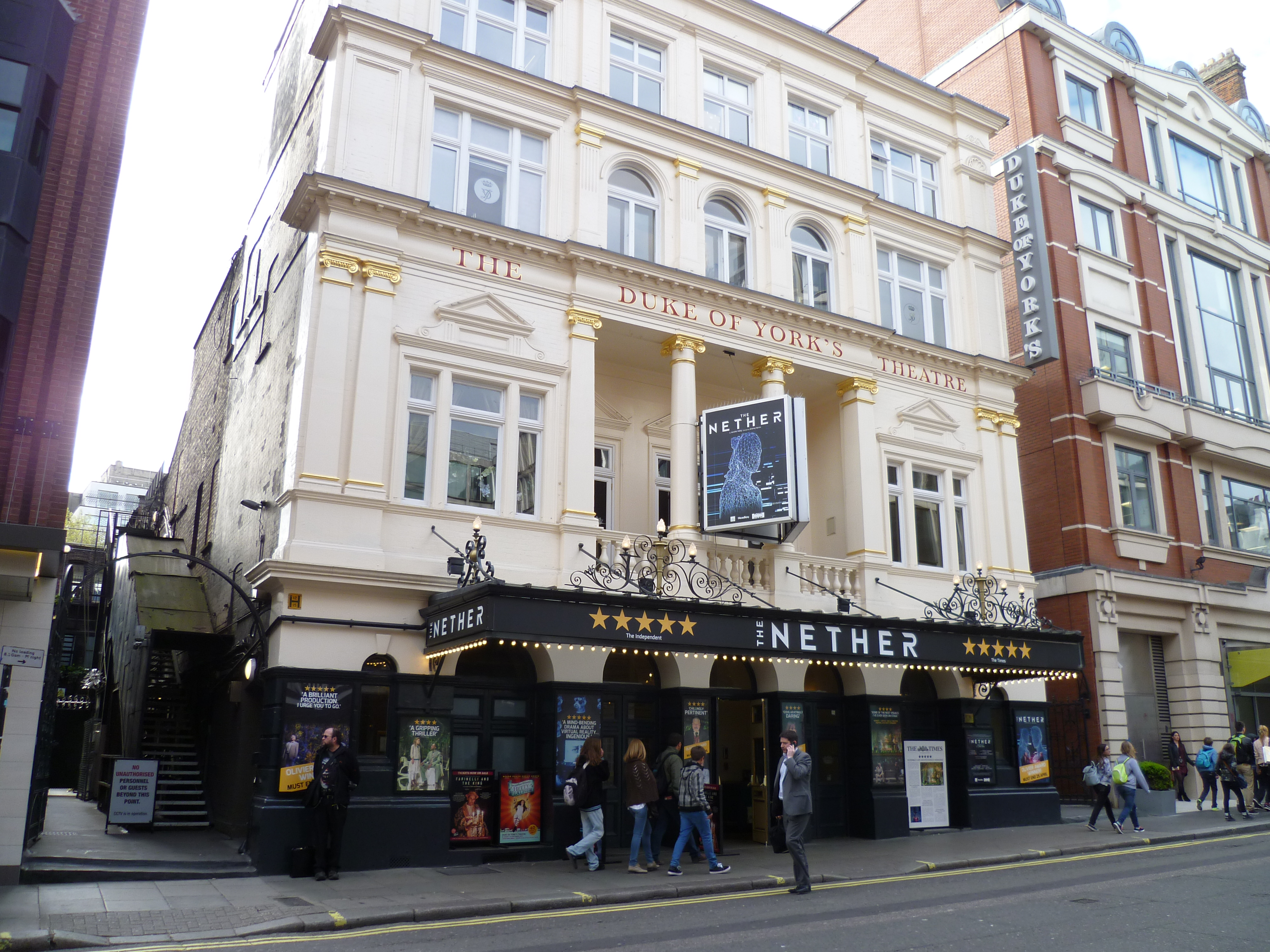
Theater The Duke of York's in Londen, op het moment dat The Nether wordt vertoond

Na haar studies verhuisde ze naar Los Angeles, waar ze aan de slag ging als toneelschrijfster. Ze won in 2012 de Susan Smith Blackburn Prize voor haar toneelproductie The Nether, een sciencefictionverhaal over de ethische problemen omtrent een virtuele misdaad. In 2015 debuteerde het toneelstuk op West End.
In 2014 schreef Haley enkele afleveringen voor de Netflix-serie Hemlock Grove. Vervolgens werkte ze voor de streamingdienst ook mee aan de misdaadreeks Mindhunter.

## Toneelstukken (selectie)
- Sustainable Living (2014)
- The Nether (2013)
- Breadcrumbs (2010)
- Neighborhood 3: Requisition of Doom (2008)

## Televisie
- Hemlock Grove (2014)
- Mindhunter (2017–)